# ヴェリズモ
ヴェリズモ（伊: verismo ）は、日本語で真実主義あるいは現実主義とでも訳されるべき一種のリアリズム運動で、19世紀末から20世紀初頭にかけてイタリア散文文学で隆盛した新傾向のことである。はじめ1870年代末に小説の新思潮として現れ、やがてその指し示す意味を変化させつつ、演劇そしてオペラへと影響が拡大していった。
その傾向をもっともよく表す作品として今日にも名を残すのは、ジョヴァンニ・ヴェルガの小説『カヴァレリア・ルスティカーナ』である。

## 文学上のヴェリズモ

### その背景と特徴
「ヴェリズモ」文学の生まれた背景には、外生的なものとしてはフランスに端を発する自然主義文学の動き、内生的にはイタリア社会（特にその南部における）社会的矛盾の存在が挙げられる。
イタリア半島南部およびシチリア島、サルディニア島では古くから封建的な領主制が発達しており、現地土地管理者による苛烈な徴税のもと、大土地所有者はパレルモ、カターニア、ナポリなどの大都市に住む不在地主として裕福な生活を謳歌していた。1861年にイタリアはほぼ国家統一されたにもかかわらずこの構造に変化はなく、むしろ北イタリア資本による産業化に伴い最貧困層がより重い搾取にあうという状況であった。
このような背景で生まれたヴェリズモ文学の特徴を要約するなら、内容的にはこうしたイタリア南部貧困階層のややもすれば悲惨な日常生活をその主な題材としていること、形式的にはそうした題材を第三者的・客観的かつ冷静な文体で綴っていること、とできるだろう。
ヴェリズモ文学は1880年に刊行されたジョヴァンニ・ヴェルガの短篇集『田舎の生活(Vita dei campi )』とともにイタリア文壇界の一大流行となり、後述のような作家が「ヴェリズモ作家(veristi)」と称され活躍した。同時代の演劇、オペラといった舞台芸術に多大の影響を与えたが、文学上は1890年代には早くもその流行は廃れ、ダンヌンツィオに代表される、より新奇な文壇界の流行である象徴主義、表現主義といった傾向に道を譲ることとなった。

### ヴェルガ
ジョヴァンニ・ヴェルガはシチリア島・カターニアの、裕福な不在地主階級家庭出身の小説家である。ミラノで同地の文筆界に交わった彼ははじめ情熱的な恋愛物をよくしたが、1880年にまとめられた短篇集『田舎の生活(Vita dei campi )』においては故郷シチリア島の風土、そしてその社会の底辺で生きる人物群をその題材に選んだ。
同篇中の最著名作『カヴァレリア・ルスティカーナ』では、主人公は貧しさゆえに兵役に従事し、その間に許婚者は裕福な馬車引きのもとに嫁ぎ、彼女を忘れられず重ねた不義の逢瀬のために主人公は決闘で無残にも殺される。また同じく『雌狼(La lupa )』では、最貧階層の女が狂気のような肉欲にのみ従って人生を歩むさまを描く。短篇集『田舎の生活』の底流に存在するのは、決して克服し得ない経済的・社会的な不平等・不条理であるが、主人公たちは自らの境遇・運命を、マルクス主義者のように搾取の問題、社会変革の必要性、などと結びつけて考えることもなく、ただ甘受するだけの存在として淡々と描かれている。
なお、ヴェルガにおいては自然主義の代表的作家エミール・ゾラの影響は顕著である。ヴェルガはゾラの有名な小説集ルーゴン・マッカール叢書に範をとった長編小説集『敗者たちの作品群(Il ciclo dei vinti )』を構想したが、生涯において完成をみたのは、うち『マラヴォリア家の人々(I Malavoglia )』（1881年）および『マストロ・ドン・ジェズアルド(Mastro Don Gesualdo )』（1889年）の2篇のみだった。

### その他のヴェリズモ作家たち
その他、ヴェリズモ文学を代表する作家として、やはりシチリア島・カターニア出身でヴェリズモの理論的支柱の役割を果たした小説家・文芸評論家のルイージ・カプアーナ、ナポリ出身の小説家フェデリーコ・デ・ロベルト、同じくナポリ出身のサルヴァトーレ・ディ・ジャコモ、サルディニア島の富裕家庭の出身で、後に1926年ノーベル文学賞を受賞した女流作家のグラツィア・デレッダなどが挙げられる。

## 演劇への影響
ヴェリズモ小説の隆盛はすぐに舞台劇に波及した。『カヴァレリア』は原作者ヴェルガ自身と、後にジャコモ・プッチーニの多くのオペラ台本を著したジュゼッペ・ジャコーザによって舞台化され、1884年エレオノーラ・ドゥーゼの主演によるトリノでの初演を皮切りにイタリア全土の劇場で好評をもって迎えられた。もっとも大女優ドゥーゼの主演ということもあり、小説では存在感のまったくない捨てられた女サントゥッツァを女主人公とするなど、その内容は大きく改変されている（マスカーニの著名なオペラは原作小説でなくこの舞台劇に基づく）。
その他、ナポリ貧困層を描いたディ・ジャコモの小説『堕落した生活(Mala vita )』の舞台化（1889年）では、舞台での写実感を得るためナポリ方言を大々的に取り入れる（原作小説は標準イタリア語による）など、ヴェリズモ演劇は、小説におけるような「底辺層の人間の悲哀」を描くというよりは、いかに巧妙にローカル色を出しつつセンセーショナルな感情表現を演出するか、という技巧に走る傾向が強く、時代が20世紀に移る頃には過去の一流行に過ぎないものとなった。